# Roseli Machado
Roseli Machado, född 27 december 1968, död 8 april 2021, var en friidrottare från Brasilien. Hon deltog vid olympiska sommarspelen 1996.